# Xi Cassiopeiae
Xi Cassiopeiae (ξ Cassiopeiae , förkortat Xi Cas, ξ Cas) som är stjärnans Bayerbeteckning, är en dubbelstjärna belägen i mellersta delen av stjärnbilden Cassiopeja. Den har en skenbar magnitud på 4,81 och är svagt synlig för blotta ögat. Baserat på parallaxmätning inom Hipparcosuppdraget på ca 2,28 mas, beräknas den befinna sig på ett avstånd av ca 1 400 ljusår (440 parsek) från solen. På det beräknade avståndet minskar stjärnans skenbara magnitud med en faktor på 0,20 beroende på skymning av interstellärt damm. Den rör sig genom rymden i riktning mot solen med en radiell hastighet av ungefär -10,6 km/s.

## Egenskaper
Xi Cassiopeiae är en blå stjärna i huvudserien av spektralklass B2,5 V . Den är en enkelsidigt spektroskopisk dubbelstjärna med en omloppsperiod på 940,2 dygn och en excentricitet på 0,4.
Xi Cassiopeiae har en massa som är 10,1 gånger solens massa och en radie som är omkring 4,5 gånger solens. Den utsänder från sin fotosfär ca 2,9 gånger mer energi än solen vid en effektiv temperatur på 15 585 K.